# Im Sommer wohnt er unten
Im Sommer wohnt er unten ist eine deutsche Dramödie des Regisseurs Tom Sommerlatte.
Der Film wurde auf der 65. Berlinale im Februar 2015 als Eröffnungsfilm der Reihe „Perspektive deutsches Kino“ gezeigt und erlangte internationales Aufsehen. Sommerlattes Spielfilmdebüt startete schließlich am 29. Oktober 2015 in den deutschen Kinos. Der Filmverleih Kinostar übernahm die Distribution und Vermarktung.

## Handlung
Matthi lebt auf Kosten des Vaters mit seiner Freundin Camille und deren Sohn Etienne im elterlichen Ferienhaus in Frankreich und genießt sein Leben auf „Matthi-Art“ – er kifft, treibt auf der Luftmatratze über den Pool und kümmert sich kaum um den Zustand des Hauses.
Sein Bruder David trifft mit seiner Frau Lena vollkommen unerwartet eine Woche zu früh bei ihnen ein, um Urlaub zu machen. David heißt Matthis Lebensstil nicht gut; er scheint das komplette Gegenteil von Matthi zu sein – erfolgreich, bodenständig und ehrgeizig verpasst er keine Gelegenheit, den anderen genau das unter die Nase zu reiben. Er gebärdet sich als Chef des Hauses, erobert sein Zimmer von Matthi und Camille zurück und zwingt die beiden dazu, Etienne während seines Aufenthalts zu dessen leiblichen Vater zu schicken. Als Folge ist nicht nur die Stimmung im Haus eisig, auch die Beziehung von Camille und Matthi leidet enorm. Als Camille sieht, wie Matthi vor seinem Bruder kuscht, widerspricht sie David und beginnt, ihn auf mehreren Ebenen zu provozieren.
Lena, die sich stark am Fuß verletzt und den Rest des Urlaubs an Krücken laufen muss, wünscht sich mehr Zuwendung von David, der sie nicht nur häufig ignoriert, sondern auch in die Rolle einer kochenden, braven Ehefrau zwängt. Vollkommen vernebelt vom Kinderwunsch, akzeptiert Lena diese Rolle jedoch, bis Camille in ihr Zweifel sät. Während zwischen den Frauen die Sympathie wächst, nähern sich auch die Brüder wieder an und verbringen Zeit miteinander.
Als Matthi sich weigert, mit David segeln zu gehen, bietet sich Camille an. Sie provoziert David so lange, bis dieser einwilligt. Lena und Matthi – allein im Ferienhaus – sind sich nicht sicher, was sie vom plötzlichen Drang ihrer jeweiligen Partner halten sollen, zu zweit etwas zu unternehmen. Sie kommen ins Gespräch und Lena schlägt Matthi vor, das Erbe seiner Oma in seine Träume zu investieren – dieser wusste nicht einmal, dass er Zugriff auf seinen Erbanteil hat.
Camille und David kehren sichtlich vergnügt erst gegen Mitternacht wieder zurück. Die Distanz zwischen Lena und David wird größer, schenkt ihr Mann der lockeren Französin nun nicht nur mehr Aufmerksamkeit, sondern er flirtet auch mit ihr. Hinzu kommt Davids Sucht nach Aktiengeschäften, die Lena übel aufstößt. Als wäre das alles nicht genug, will David mit Camille per Fahrrad zu einem Weingut fahren – dass seine Frau wegen ihrer Verletzung nicht mitkommen kann, ist ihm sichtlich egal. Am Tag der Radtour entscheidet sich David wiederholt gegen seine Frau und für seinen Spaß mit Camille, obwohl Lena ihren Eisprung hat.
Als die sexuell unzufriedene und abgelehnte Lena mit Matthi allein ist, küsst sie ihn. Er erwidert ihre verzweifelte Zuneigung zunächst nicht, geht dann jedoch kurz auf ihr Liebesspiel im Pool ein. Als Lena ihm erzählt, dass David Schulden habe, fällt das Bild des perfekten Bruders für Matthi in sich zusammen. Während Matthi und Lena spontan aufbrechen, um Etienne zurückzuholen, kehren David und Camille zurück und finden Lenas Bikinioberteil im Pool. Nun wird David klar, dass seine Ehe zu scheitern droht.
Als Matthi und Lena mit Etienne eintreffen, eskaliert die Situation. David verfällt in einen aggressiven Wahnzustand und ist davon überzeugt, dass sich alle gegen ihn verschworen haben. Er attackiert Camille und Etienne und beleidigt beide als Parasiten. Matthi beschützt seine Familie, woraufhin David ihm vorhält, dass sein Leben eine Schande sei. Matthi konfrontiert seinen Bruder mit dessen Schulden und zeigt ihm damit seine eigene Unzulänglichkeit auf.
Nachdem Lena ihm eine deutliche Abfuhr erteilt, verbringt David die Nacht im Baumhaus. Dort sucht Matthi das Gespräch mit David und er bietet ihm seinen Erbanteil an, um die Schulden zu tilgen. David schlägt das Angebot aus. Am nächsten Tag reist Lena im Taxi ab. Auch David bricht auf, trotz der Bitte seines Bruders, sich noch auszuruhen. Zurück bleiben Camille und Matthi, deren Beziehung gefestigt zu sein scheint.

## Kritik
Im Sommer wohnt er unten fand positiven Anklang in diversen Medien. Der Tagesspiegel nannte Sommerlattes Werk eine „bitterböse Komödie“ und bezeichnete das lustige Drama als „[s]tarke[n] Debütfilm“. Auch die Süddeutsche Zeitung und Der Spiegel äußerten ihre Meinung zum familiären Sommerdrama:

„Im Sommer wohnt er unten ist ein lustiger Mix aus Komödie und Poolkrimi. Immer ist da die Ahnung, dass irgendwann ein lebloser Körper im Wasser treiben könnte.“

„[…] [d]er Jungregisseur [beweist] in seinem Erstling ein erstaunliches Händchen für Timing. In den jeweils richtigen Momenten weiß er das Tempo hinauszunehmen oder wieder anzuziehen. Bei allen Beziehungsnöten ist Im Sommer wohnt er unten letztlich vor allem eins: ein milder Blick auf das besondere Verhältnis zwischen Geschwistern.“

Das Filmkritikportal Critic.de äußerte sich ebenfalls sehr positiv über den Einsatz der Sprache:

„Die Sprache selbst wird dabei zu einem gestalterischen Parameter und einem kraftvollen Instrument für die Figuren und ihre Gefühle zueinander. Und so ist es eben vor allem das Wo und das Wie des Sprechens (und nicht das Was!), das den vergnüglichen, immer wieder ins Stocken geratenden Beziehungsreigen in Im Sommer wohnt er unten am Drehen hält.“

Die Welt kritisierte hingegen den Anfang des Films, sprach sich jedoch bezüglich der weiteren dramaturgischen Entwicklung versöhnlich aus:

„Etwas zu derb. Dramaturgisch etwas holzschnittartig. (In der Rückschau wird man sich fragen, wie Sommerlatte seinen David anfangs überhaupt so auftreten lassen konnte.) Swimming Pool à l’allemande. Erotisch auch eher teutonisch. Man muss etwas Geduld mit diesem Erstling haben. Er entwickelt sich, wenn die anfängliche Hektik erst mal überstanden ist.“

## Auszeichnungen
- Eröffnungsfilm der Reihe Perspektive deutsches Kino bei der 65. Berlinale
- Tom Sommerlatte wird vom Magazin Variety zu einem der 10 Europeans To Watch 2015 gewählt
- The Hollywood Reporter wählt den Film während der Berlinale zu einem der Best of the Fest
- Filmkunstpreis 2015 – Festival des deutschen Films Ludwigshafen 2015
- Publikumspreis – Filmfest Freiburg 2015
- new berlin film award 2015 – Bester Spielfilm und Bester Schauspieler
- German Independence Award 2015 – 22. Int. Filmfest Oldenburg
- Publikumspreis – Ahrenshooper Filmnächte 2015
- Deutscher Regiepreis Metropolis 2015 – Beste Regie Nachwuchs (nominiert)
- Europäischer Filmpreis 2015 – European Discovery/Prix Fipresci (nominiert)
- GWFF Best First Feature Award 2015 (nominiert)
- Preis der deutschen Filmkritik 2015 – Bestes Spielfilmdebüt (nominiert)
- DFJW-Preis Dialogue en perspective 2015 – Lobende Erwähnung